# Полосатый варан
Полосатый варан, или водяной варан, кабарагойя (лат. Varanus salvator) — очень крупная ящерица, относящаяся к роду варанов.

## Внешний вид
Голова полосатого варана длинная и уплощённая. Ноздря округлая, расположена ближе к концу морды, чем к глазу; над глазом проходит ряд увеличенных широких щитков. Это отличает его от другого крупного азиатского варана — бенгальского варана (Varanus bengalensis), с которым иногда встречается совместно. Длинный хвост полосатого варана сильно сжат с боков, с высоким двойным срединным килем. Окраска, длина и массивность взрослых особей могут отличаться в зависимости от подвида.
Основная окраска — чёрная с рядами крупных жёлтых глазчатых пятен и мелкими желтоватыми пятнышками на спине. Височная полоса чёрная. Брюшная сторона тела жёлтая с узким чёрными V-образными полосами по бокам живота. Хвост с чередующимися чёрными и желтоватыми широкими полосами. Молодые вараны чёрные с хорошо выраженным ярко-жёлтым рисунком. Рисунок может исчезать с возрастом. Вараны подвида Varanus salvator andamanensis и некоторые особи Varanus salvator macromaculatus — почти полностью чёрные.

### Размеры

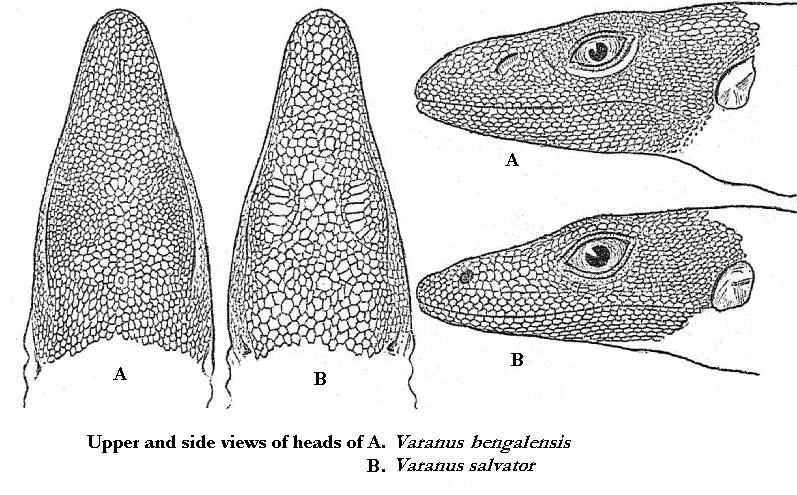
Головы варанов (вид сверху и сбоку): A — бенгальского варана (Varanus bengalensis), B — полосатого варана (Varanus salvator)

Полосатый варан — один из наиболее крупных варанов и в редких случаях может достигать в длину примерно 250—300 см. В природе очень крупные вараны этого вида могут весить более 20 кг, возможно, до 25 кг — это самая тяжёлая ящерица мировой фауны, после комодского варана. Тем не менее, обычно они не превышают в длину 150—200 см и весят не более 15 кг. Самцы обычно крупнее и массивнее самок.
Крупнейшие полосатые вараны происходят из Малайзии (подвид Varanus salvator macromaculatus), где иногда встречаются экземпляры достигающие длины тела с хвостом более 250 см (имеются неподтвержденные данные о варане длиной 321 см). Крупные особи встречаются также и в Таиланде, но в других областях вараны достигают меньших размеров; наибольший найденный на Яве варан имел общую длину тела приблизительно 210 см, на Шри-Ланке — 200 см, на Суматре и материковой Индии — 203 см, и всего лишь около 150 см на острове Флорес (подвид Varanus salvator bivittatus). 80 самцов убитых для торговли кожей на Суматре имели среднюю массу только в 3,42 кг, при длине от кончика носа до клоаки в 56,6 см и общей длине в 142 см; в то время как 42 самки имели среднюю массу в 3,52 кг, при длине от кончика носа до клоаки в 59 см и общей длине в 149,6 см. Среди этих варанов некоторые экземпляры весили от 16 до 20 кг. Ещё одно исследование на Суматре, проведённое теми же авторами, также оценивает массу некоторых экземпляров в 20 кг, в то время как средняя масса взрослых особей в популяции оценивается примерно в 7,6 кг.

## Распространение
Один из самых широко распространённых варанов. Его ареал охватывает значительную часть Юго-Восточной и часть Южной Азии.

## Образ жизни

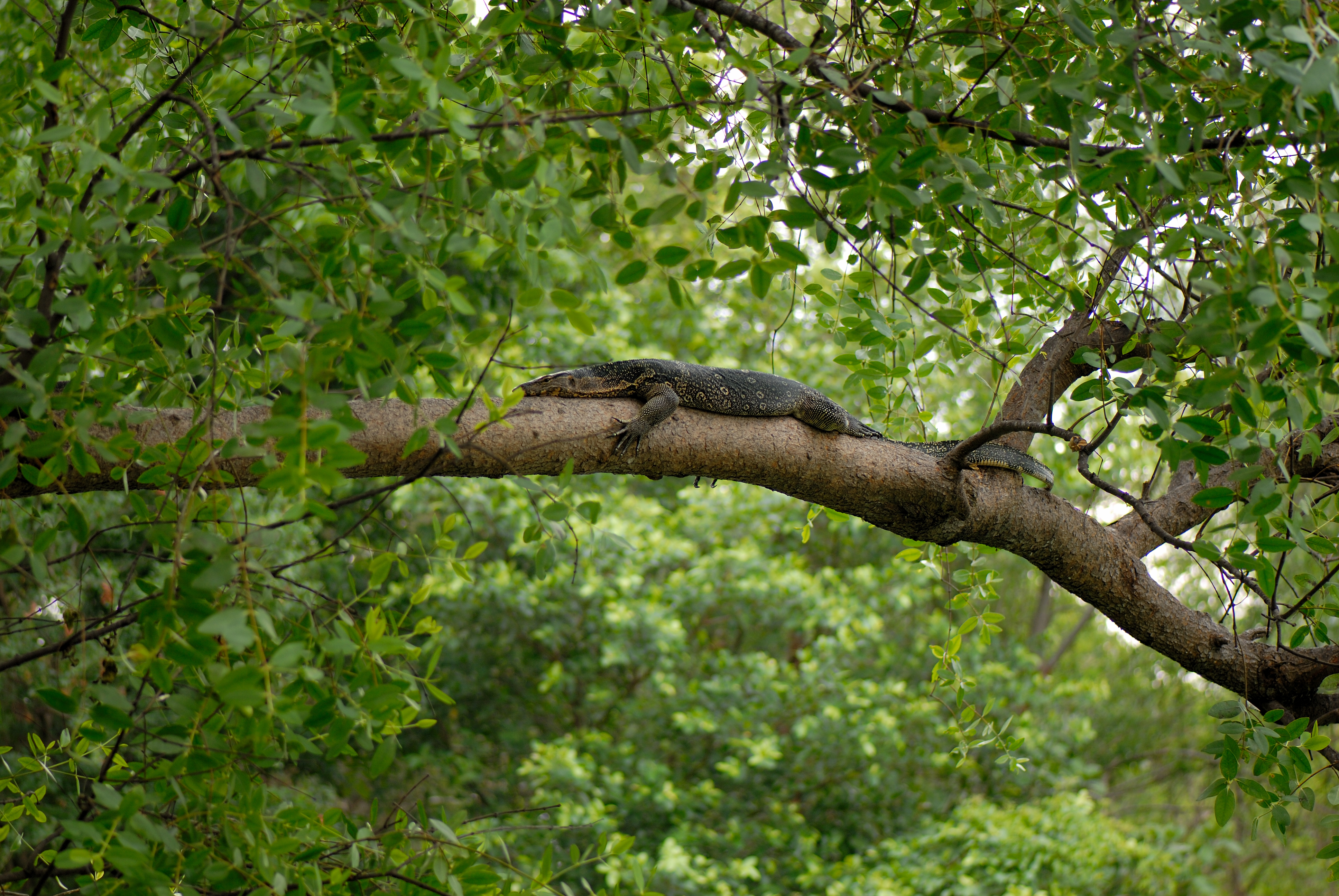
Полосатый варан на дереве

Полосатый варан — полуводное животное, большую часть времени проводит в воде. Это один из наиболее водных видов варанов. Встречается по берегам каналов, рек и других пресных водоёмов, на морских побережьях и в мангровых зарослях. Хорошо плавает и ныряет. Под водой может находиться до 20—30 минут (при условии, что лежит неподвижно), но обычно длительность погружений не превышает 5—10 минут. При опасности скрывается в воде, причём иногда прыгает в воду с довольно большой высоты.
Способен рыть норы глубиной до 10 м. Иногда забирается на растущие около воды деревья, но невысоко. Ночь вараны проводят в воде или зарослях растений, что позволяет поддерживать температуру тела выше, чем температура окружающей среды. В отличие от многих наземных варанов, полуводный полосатый варан может быть активным при относительно низкой температуре окружающей среды. Температура тела у активных варанов этого вида может быть ниже, чем у других варанов, и составлять 30 °C (диапазон от 29,5 до 37 °C). Таким образом, ящерицы в состоянии начать деятельность без длительного периода прогрева. Полосатые вараны активны главным образом утром, а когда к полудню температура поднимается, они перемещаются в более прохладные места (в воду или на ветви деревьев). Во второй половине дня температура начинает падать, и вараны на некоторое время могут возобновить деятельность, но вечером они возвращаются в воду или заросли растений, которые сохраняют температуру в течение ночи.

### Питание
Полосатый варан является неспециализированным хищником и, в зависимости от своих размеров, питается самыми разнообразными беспозвоночными и позвоночными животными. Молодые особи едят преимущественно насекомых. Взрослые вараны поедают моллюсков, ракообразных, рыбу (особенно они любят сомов и угрей, иногда даже сопоставимых с собой по размерам), лягушек, различных змей, ящериц (включая молодых бенгальских варанов), черепах (проглатываются варанами целиком) и черепашьи яйца, яйца и детёнышей крокодилов (в том числе подростков гангских гавиалов), птиц и их яйца, падаль и небольших млекопитающих, например, грызунов и маленьких обезьян. Матерые вараны могут нападать на более крупных млекопитающих — больших мартышковых, вплоть до носачей, а также мелких оленей, таких как мунтжаки, выдр и меньших варанов своего вида В желудках полосатых варанов также были найдены останки бенгальских кошек и циветт.. В 1970 году был зафиксирован случай убийства крупным полосатым вараном телёнка бантенга.
Полосатые вараны могут использовать различную стратегию для добычи еды. В одном случае, примерно 1,5-метровый варан вошёл в небольшую лужу, после чего начал размахивать и бить хвостом по воде, выбрасывая на берег застрявшую в ней рыбу, большую часть из которой он потом съел. На Шри-Ланке полосатые вараны во множестве поедают обитающих на рисовых полях пресноводных крабов и считаются полезными. Добычей взрослых полосатых варанов могут становиться питоны и ядовитые змеи, даже крупные кобры. Перед тем как поймать змею, варан долго кружит на безопасном расстоянии, а затем, выбрав момент, резким броском хватает утомлённую змею за голову или шею. Пойманную жертву полосатый варан трясёт, размахивая головой, пока добыча не перестанет сопротивляться, и убивает сжатием челюстей Крупную добычу и падаль разрывает когтями передних лап или своими слегка зазубренными зубами — наиболее чётко такое поведение наблюдается, когда вараны поедают больших сомов. Достаточно крупные полосатые вараны также могут отбирать добычу у других хищников, таких как красные волки, бродячие собаки и шакалы. Обычно полосатые вараны не обращают внимания на потенциальных конкурентов, но отпугивают их резкими ударами хвоста, если те подходят слишком близко..

### Естественные враги
Полосатый варан имеет мало естественных врагов в силу своего большого размера, и в некоторых районах он может даже считаться высшим хищником. Однако, молодые животные могут стать жертвой других хищников, включая своих старших сородичей. Основными врагами взрослых полосатых варанов являются крокодилы и крупные питоны, но некоторую опасность также могут представлять большие королевские кобры и стаи бродячих или одичавших собак. В Сундарбане их часто ловят бенгальские тигры, вынужденные искать альтернативные источники добычи пропитания. В одном случае гладкошерстная выдра атаковала и убила полосатого варана длиной 110—120 см, но неизвестно, несло ли это нападение хищнический характер. Комодские вараны, встречающиеся с полосатыми варанами на Флоресе и иногда кормящиеся вместе с ними на тушах умерших около воды животных, также могут нападать на них. Зная это, полосатые вараны обычно покидают место кормления, когда запасы мяса на мертвой туше подходят к концу. Даже самые молодые комодские вараны, как правило, оттесняют взрослых полосатых варанов от падали.
Полосатый варан не столь агрессивный, как многие другие крупные виды варанов. Он редко нападает на агрессора первым, обычно стремясь спастись от него бегством, по возможности даже ныряя под воду. Рыхлое телосложение и относительно небольшая, хрупкая голова делают его малоэффективным бойцом. Однако, будучи загнанным в угол или застигнутым врасплох, полосатый варан бьёт агрессоров тяжёлым хвостом, удары которого могут быть крайне болезненными и даже нанести некоторые травмы. Если это не помогает, то варан пускает в ход зубы и когти.

## Размножение
В большинстве популяций полосатые вараны достигают половой зрелости при длине тела с хвостом около 120 см (самки) и 130 см (самцы), но экземпляры из Индии могут размножаться при общей длине тела около 100 см (длина тела от кончика морды до клоаки до 50 см). На Суматре длина тела (без хвоста) половозрелых самцов — 40 см (общая длина — около 90-100 см), а самок — 50 см.
В сезон размножения между самцами варанов происходят ритуальные сражения, во время которых они встают на задние ноги и, обхватив передними соперника, стараются повалить его. У полосатых варанов такие сражения могут происходить и в воде.
Откладка яиц в Таиланде происходит в июне и совпадает по времени с началом сезона дождей. Кладка крупной самки состоит приблизительно из 15—20 яиц. В течение года самка может сделать несколько кладок, а общее число отложенных яиц иногда достигает 40. Яйца откладываются в норы, термитники, дупла деревьев вблизи воды. Инкубационный период, по-видимому, очень сильно варьируется. Прошедшая полное развитие кладка может вступать в фазу покоя, и молодые ящерицы начинают вылупляться лишь при достаточном количестве выпавших осадков. В неволе при температуре 30 °C период инкубации длится 180—327 дней. Если яйца были отложены в термитник, самка может возвратиться к кладке и, разрушая стенку термитника, облегчает детёнышам выход из него. Молодые вараны много времени проводят на деревьях.

## Значение для человека
Кожа полосатого варана идёт на изготовление различных аксессуаров. Мясо и жир употребляются в пищу местным населением. В некоторых регионах Таиланда эта рептилия считается вредным животным и само её название на тайском языке звучит как оскорбление («เหี้ย», или менее грубо — «ตัวกินไก่», дословно — «пожиратель куриц»). Во многом это связано с тем, что полосатые вараны часто ищут пищу около населённых пунктов и могут нападать на домашнюю птицу, кошек, свиней и собак.
Побеспокенный полосатый варан может быть опасен и для человека. Травмы, нанесённые этими ящерицами, по некоторым сообщениям, становились причиной гибели людей. Как минимум один смотритель зоопарка в США сильно пострадал в результате нападения крупного полосатого варана В одном случае было зафиксировано неспровоцированное нападение на 8-месячного ребёнка.. В Книге рекордов Гиннесса описано свидетельство, согласно которому нападению очень крупного полосатого варана на Малайском полуострове подверглись двое полицейских и рабочая немецкая овчарка.
У некоторых народов Азии эта ящерица играет ритуальную роль. Полосатые вараны участвовали в приготовлении сложного яда, называемого «карабатель». В его состав входили мышьяк и кровь ядовитых змей: индийской кобры (Naja naja), цепочной гадюки (Daboia russelii), горбоносого щитомордника (Hypnale hypnale). Действующим веществом яда был мышьяк и змеиные яды, а вараны играли роль таинственных животных в процессе его приготовления. Яд варился в человеческом черепе. Варанов при этом привязывали перед огнём с трёх сторон и били. Раздражённые ящерицы шипели, словно раздувая огонь, а вытекающую из пастей варанов слюну собирали и добавляли в яд.

## Классификация

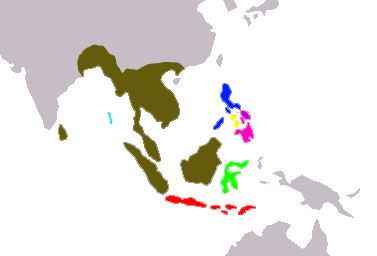
Ареалы варанов группы Varanus salvator. Коричневым — Varanus salvator, голубым — V. s. andamensis, красным — V. s. bivitatus, зелёным — V. s. ssp., синим — V. marmoratus, жёлтым V. togianus, фиолетовым — V. cumnigi

Вид Varanus salvator относится к подроду Soterosaurus и образует несколько подвидов:
- Varanus salvator andamanensis — обитает на Андаманских островах; отличается полностью чёрной окраской.
- Varanus salvator bivittatus — распространён на индонезийских островах от Явы на западе до Тимора на востоке; некрупный яркоокрашенный подвид.
- Varanus salvator salvator — обитает только на Шри-Ланке.
- Varanus salvator macromaculatus — распространён в остальных частях ареала вида, за исключением нескольких островов на востоке (вараны оттуда имеют неопределённый таксономический статус); наиболее крупный подвид[29].

Ранее выделявшийся подвид Varanus salvator komaini, отличавшийся очень тёмной окраской и распространённый в Таиланде, в настоящее время считается синонимом Varanus salvator macromaculatus.
К виду Varanus salvator в качестве подвидов ранее относили также несколько родственных форм, которые в настоящее время признаны отдельными видами и вместе с полосатым вараном образуют группу видов Varanus salvator.
Виды группы Varanus salvator:
- Varanus cumingi — ранее Varanus salvator cumingi
- Полосатый варан (Varanus salvator)
- Varanus marmoratus — ранее Varanus salvator marmoratus
- Varanus nuchalis — ранее Varanus salvator nuchalis
- Varanus togianus — ранее Varanus salvator togianus

## Галерея

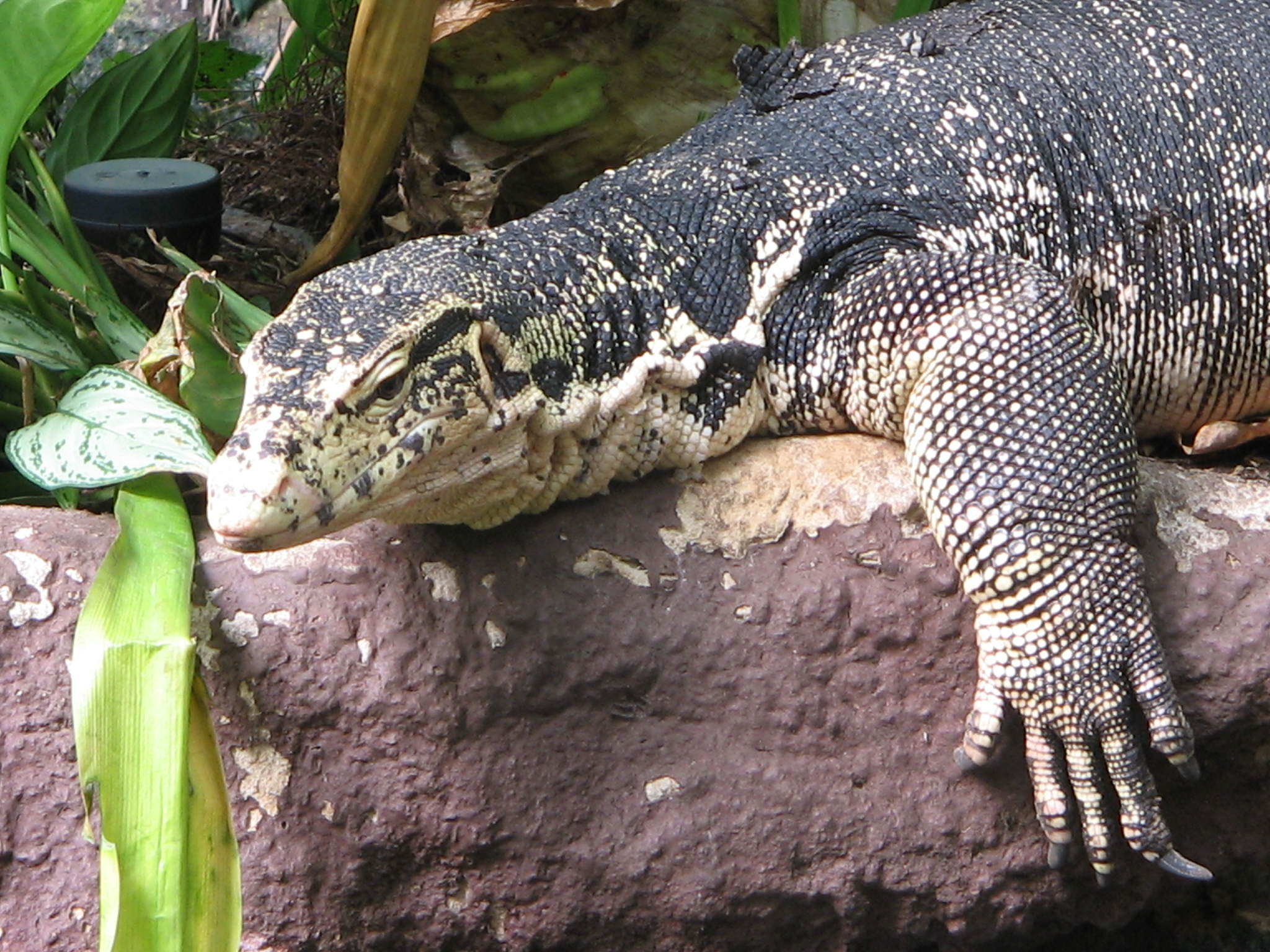
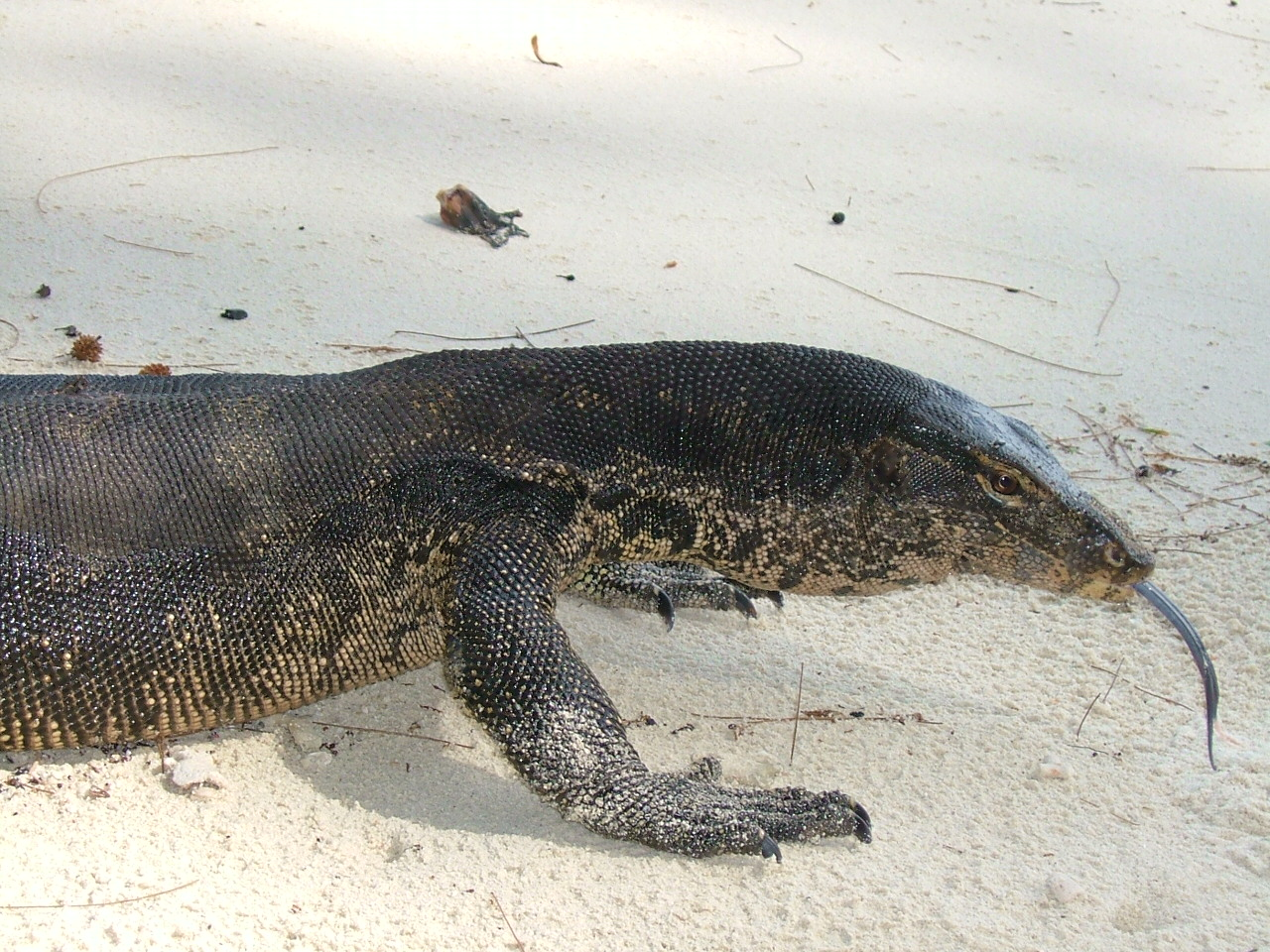
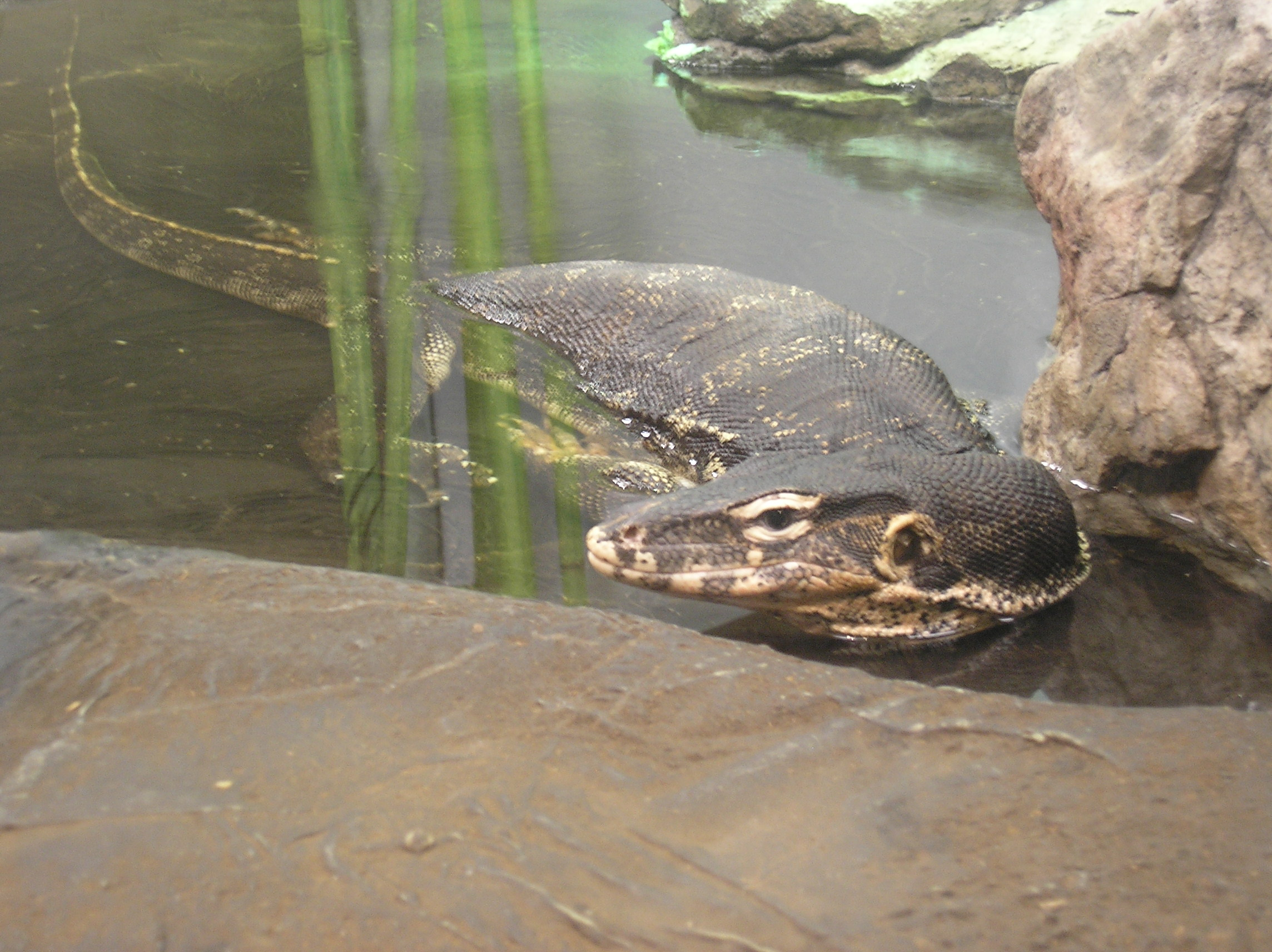
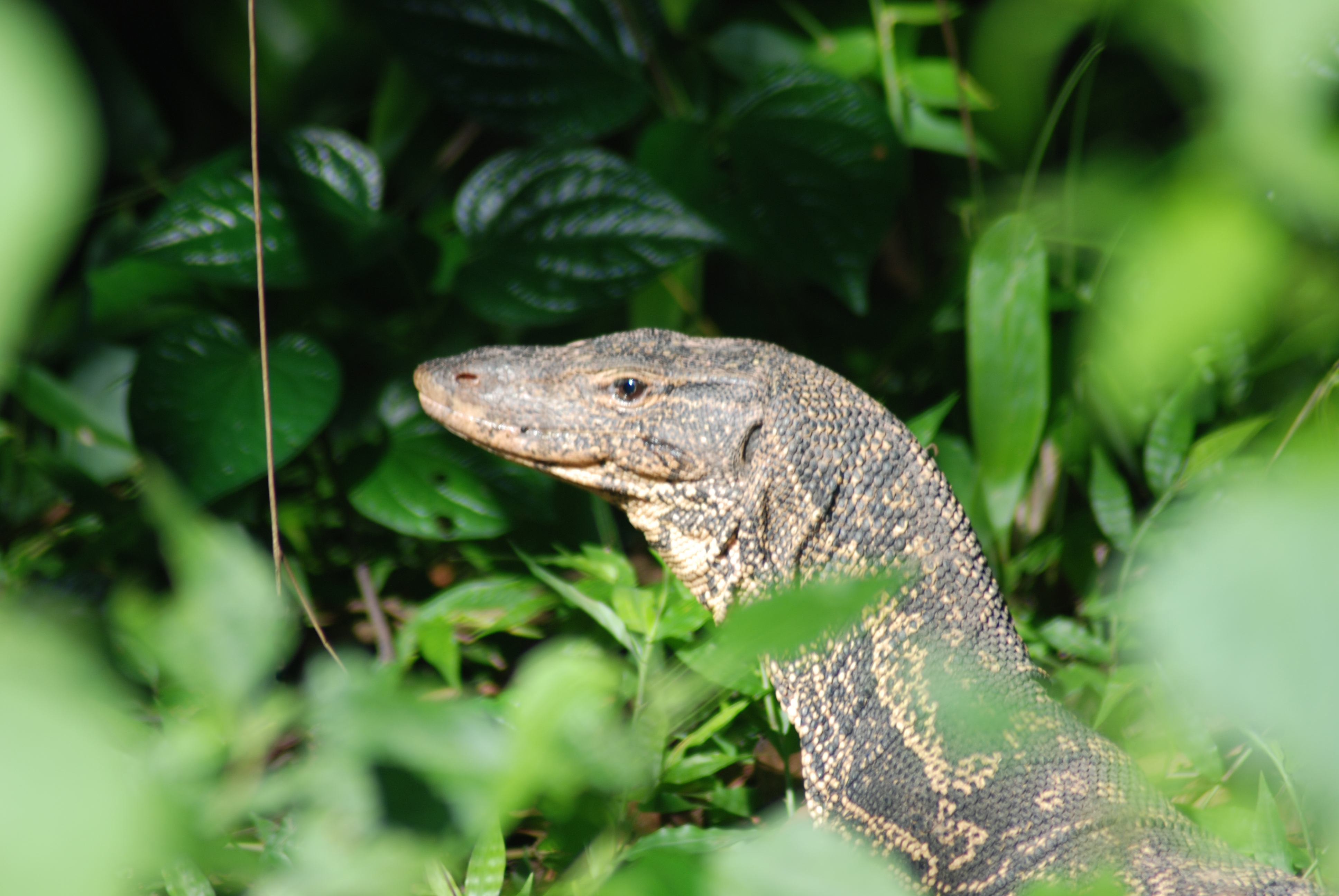
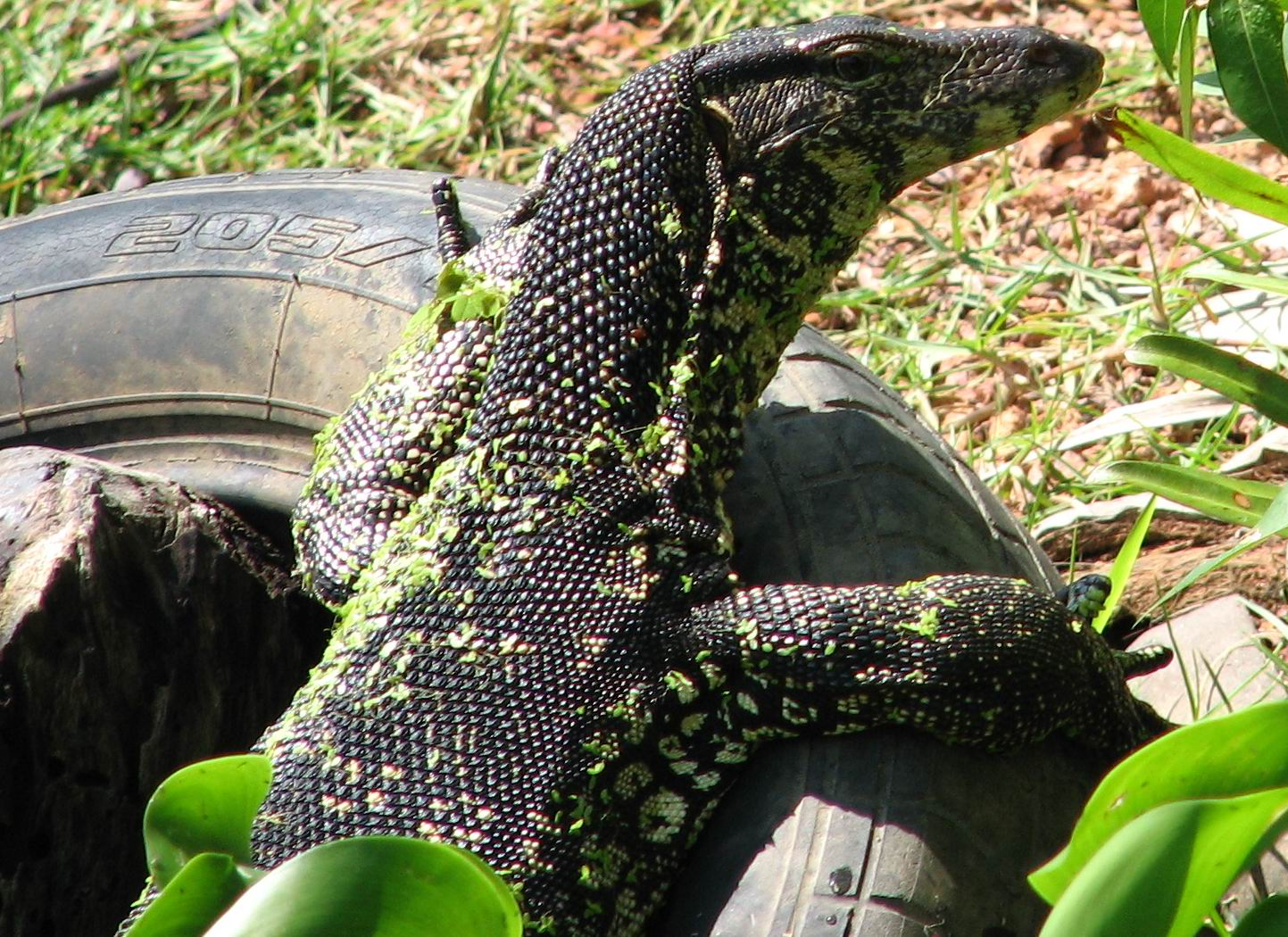
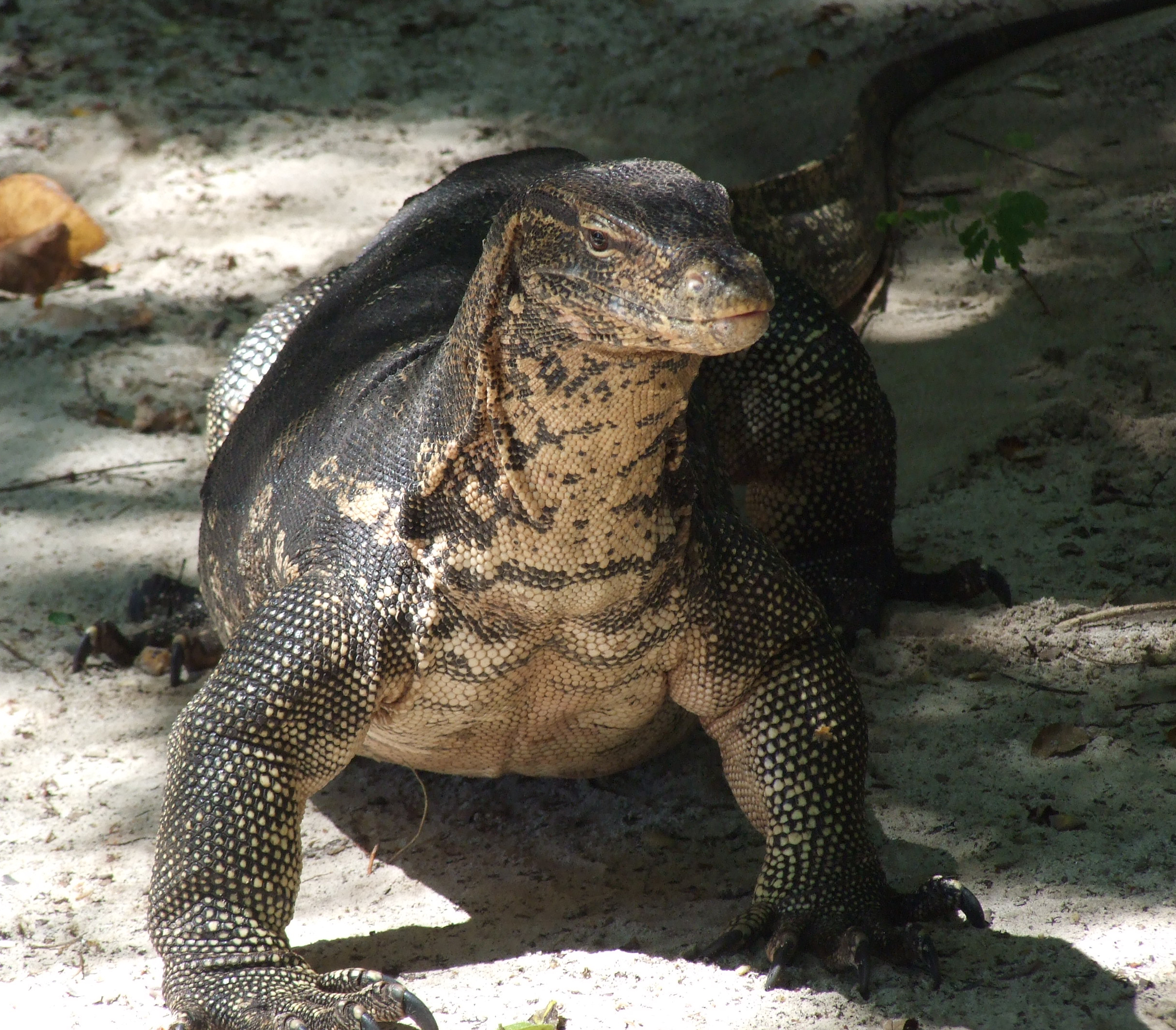
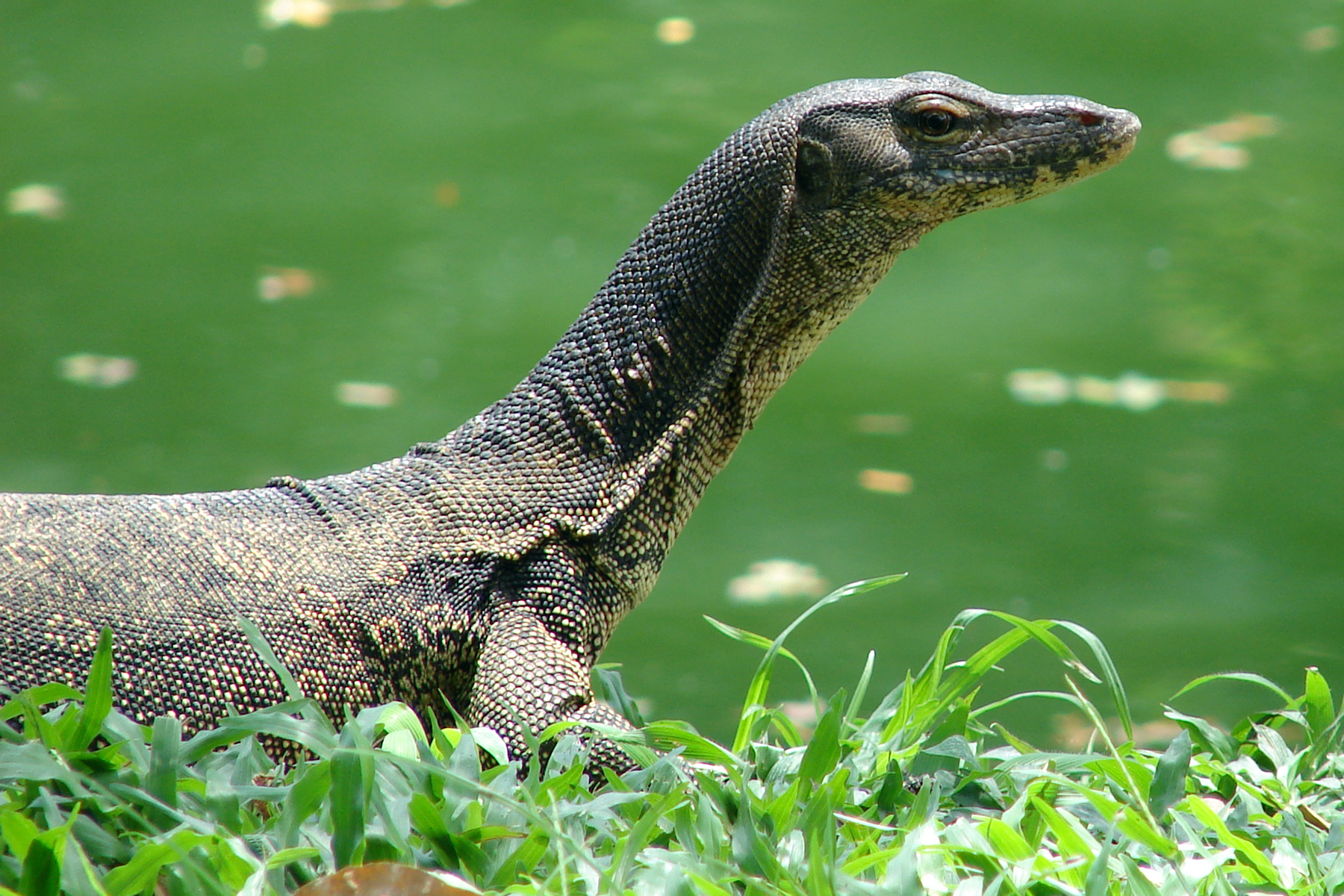
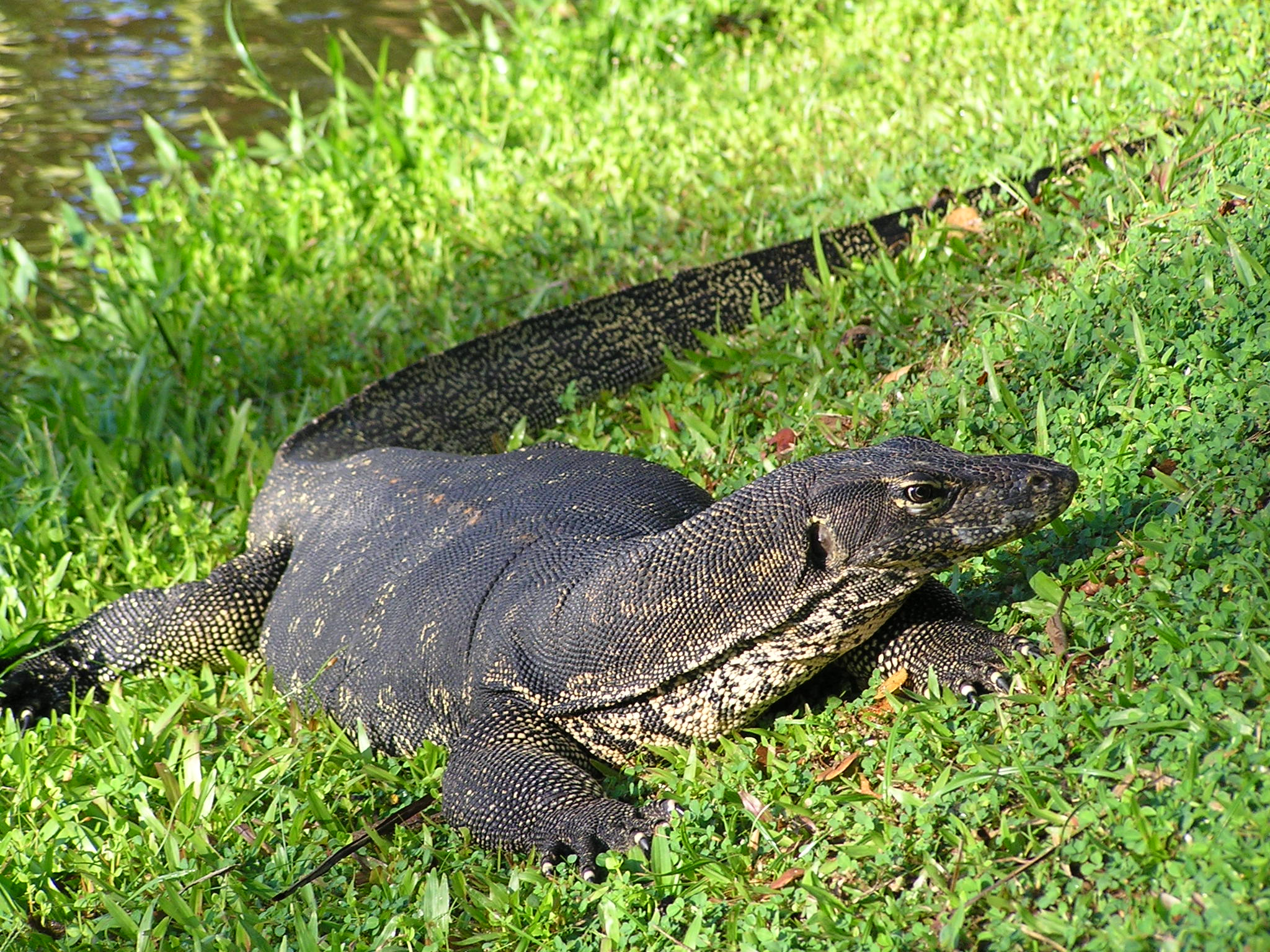